# 特殊的國與國關係
特殊的國與國關係，常簡稱為兩國論，是中華民國對於關於海峽兩岸關係現狀的一個論述方案，由時任中華民國總統李登輝於1999年接受德國之聲訪談時首次正式提出，直到他卸任前，為中華民國官方外交與兩岸政策方針。這個論述方案的法源依據為《中華民國憲法增修條文》與《國統綱領》，自「一個中國，兩個政治實體」與「階段性兩個中國」發展出來。這個論述方案主張，中華民國從1912年建立以來，一直都是主權獨立的國家。在1949年中華人民共和國建國之後，海峽兩岸分裂分治。中華民國與中華人民共和國，雙方都是主權獨立國家，海峽兩岸互不隸屬。如同韩国與朝鲜，西德與東德一般，因為歷史與民族情感等因素，兩國間存在著一種特殊的國家與國家之間的關係。
這是中華民國官方首次正面承認中華人民共和國為獨立主權國家，因為對於台灣的國家定位觀點不同，在不同台灣政黨間，對這個論述方案的細節仍有爭議。中華人民共和國拒絕接受這個方案，認為違反一個中國，企圖建立兩個中國與一中一台，是一種台獨主張。

## 政策背景與提出過程
1998年6月，美國柯林頓總統訪問中國，在上海提出「新三不政策」，即不支持一中一臺及兩個中國，不支持臺獨，不支持臺灣以國家為單位加入國際組織。同年7月，國安局長殷宗文訪問德國，與德國總理海爾穆·柯爾進行會談，柯爾建議台灣應尋求國際法專家，提出新論述，強化在國際上的國家地位，以避免遭到中國併吞。殷宗文回國後，向李登輝總統提出報告。同年7月4日，日本學者向總統府提出建議，認為台灣應在國際法庭上鞏固國家地位。
為因應美國與中國關係的變化，李登輝總統於同年8月在總統府內建立「強化中華民國主權國家地位專案小組」（俗稱兩國論小組），由國立臺灣大學法學院院長許宗力領銜，進行政策研究，曾召開過多次內部座談會，收集專家意見。在考量歷史、法律與國際關係後，於1999年5月提出「特殊國與國關係」研究報告，呈交李登輝總統。這篇報告，在前言中以歷次修憲來論述中華民國自成一個主權國家的法理基礎，並提出實現維護台灣主權的整套計劃，包括修憲、修法與廢除國統綱領。蘇起曾透露此提案由蔡英文負責起草。據國史館記錄，「特殊國與國關係」這個名稱由許宗力提出，蔡英文對於提案與研究內容貢獻最多。在接受德國之聲訪談時，訪談草稿起草人為林碧炤，主要以此報告作基礎擬定，經過李登輝本人做修改。
李登輝在卸任總統後，於2011年9月回憶兩國論發表背景。由於時值兩岸交流熱絡階段期間，在1998年10月辜振甫訪問中國之後，後續正在準備安排汪道涵於1999年訪台行程。因情報指出，中華人民共和國最高領導人江澤民計劃在1999年10月1日中華人民共和國建國五十周年國慶當日，向國際宣布，在汪道涵訪台時，兩岸將共同推動中國統一，以一國兩制為目標，展開政治談判。為阻止江澤民的計畫，因而決定於當年七月在接受德國之聲訪問時，提出《兩國論》，以聲明台灣並不接受此一談判。
1999年7月9日台北時間下午，李登輝在行政院新聞局局長程建人陪同下，於總統府接受德國之聲總裁迪特尔·魏里希、德國之聲亞洲部主任金特·克纳贝（Günter Knabe）與德國之聲記者西蒙娜·德曼索（Simone de Manso）錄影專訪。這些來自德國之聲的媒體人問到「宣佈台灣獨立」與不被大多數台灣人民接受的「一國兩制」之間，是否有折衷的方案？李登輝答：「中華民國從1912年建立以來，一直都是主權獨立的國家，又在1991年的修憲後，『兩岸關係定位在特殊的國與國關係』，所以並沒有再宣佈台灣獨立的必要。」德國時間1999年7月25日21時整，德國之聲的英語衛星頻道向全世界播放專訪內容，而文字內容則刊登在德國的《周日世界報》。

## 歷史
從1949年開始，由中國國民黨領導的中華民國政府（以下簡稱國府）敗退轉進台澎金馬後，國府與中國大陸的中國共產黨領導的中華人民共和國政府處於敵對隔絕狀態。同时，两岸政府皆宣称拥有全中国主权，是代表中国的唯一合法政府，即一个中国。
1987年6月三七事件破案法辦後，時任總統蔣經國先於7月15日宣佈台灣地區解除戒嚴，並基於人道考慮和已在台灣38年的中華民國國軍眷屬要求，於11月2日開放台灣民眾赴中國大陸回鄉探親，两岸重開接觸；翌年初於任內逝世，由時任副總統李登輝依憲法繼任。
1990年，李登輝當選總統後，陸續成立國家統一委員會（國統會）、行政院大陸委員會（陸委會）與海峽交流基金會（海基會），兩岸互動益形密切，但彼此的關係一直未有明確定位。
1991年，中華民國國民大會修憲後，中華民國政府已將國家領土「自由地區」範圍限定於台澎金馬，正副總統與立法委員也僅由台灣地區選出，並也承認中華人民共和國在事實上統治大陸。李登辉认为中華民國和中華人民共和國的關係早就已經是「國家與國家」，或「至少是特殊的國與國的關係」，而非「一合法政府、一叛亂團體」，或「一中央政府、一地方政府」的內部關係，因此無需宣布獨立。
1993年4月，海基會與海峽兩岸關係協會（海協會）舉行第一次辜汪會談。但1995年李登輝實際上以中華民國總統身份訪問美國後，中國大陸方面對「一個中國」的定義不斷緊縮，兩岸關係陷入低潮，且引發台灣海峽飛彈危機。1996年3月中華民國首次舉行首次總統直選，李登輝當選連任。
1997年7月1日，香港主權移交給中華人民共和國，澳門也將於1999年12月20日主權移交給中華人民共和國。中華民國行政院新聞局局長蘇起發表《透視一個中國說帖》，提出「一個分治中國」。這個說帖中說明，中華民國於1912年建國以來就是主權獨立國家，在1949年中華人民共和國成立後，中國就進入分治狀態。中華民國與中華人民共和國都不能代表全中國，只能代表各自統治區域，因此成為一個分治中國。分治中國的情形，正如同兩韓，北越與南越，東德與西德間的關係。
因應中華人民共和國的一國兩制宣傳主張對台灣的壓力益增，美國又不斷有人主張兩岸應签订中程協議，故李登輝指示成立「強化中華民國主權國家地位專案小組」研究對策。1999年5月，該小組研議以「特殊的國與國關係」為兩岸關係定位。1999年在接受德國之聲時，正式對外宣布。
2000年陳水扁當選總統後，發表四不一沒有政策，承諾不推動兩國論。在競選場合，則提出一邊一國的口號。
2008年，中華民國總統馬英九發表特殊非兩國論，反對兩國論與陳水扁的一邊一國。主張中華民國與中華人民共和國之間不是國家與國家之間的關係，是一種特殊的兩岸關係。
2021年，中華民國總統蔡英文發表四個堅持，中華人民共和國認為這個內容為兩國論，目標在追求台獨。
2024年10月10日，中華民國總統賴清德在雙十國慶發表講話，提到了「中華民國與中華人民共和國互不隸屬」。中共中央台辦（國台辦）發言人陳斌華表示，賴清德是在鼓吹「新兩國論」。

## 各方反應

### 台灣政界和民間的反應
在台灣方面，民主進步黨與中國國民黨部分人士基於各自的立場對此政策作了肯定的詮釋。
兩國論提出後，民進黨隨即附和，並聲明表示「『特殊的國與國關係』既是符合現實的，也是富有創造力的說法。在相近的歷史與文化脈絡下，『特殊的國與國關係』更是可以不斷加以豐富的開放性思考，作為建立雙邊和平架構的基礎」。部分獨派人士更讚揚李登輝不只為「民主之父」，更是「台灣國父」。同年，民進黨發表《台灣前途決議文》，以承認中華民國的兩國論為基調，作為日後的執政基礎。
國民黨人在李登輝執政時期多半支持兩國論，例如連戰曾表示：「我們提出『特殊國與國關係論』的主張是基於維護國家尊嚴、保障人民權益的考量。也是表達台灣兩千三百萬人民的心聲。這是攸關國家發展大是大非的課題。...因此，李總統提出『特殊國與國關係論』的明確主張，就是要突破兩岸間現存不合理的框架。」2而在新黨方面，雖然他們在7月23日舉行一場反對「兩國論」的大遊行，其主題卻是「和平反戰」、也就是「向中共武力說不」；也就是說，如果北京當局因為兩國論而對台灣採取武力恫嚇或動武的話，台灣所有政黨都會齊聲反對。2000年，國民黨候選人連戰落選，國民黨失去政权，李登輝被迫辭去黨主席職務；連戰接任國民黨主席後，國民黨徹底抛棄李登輝的兩國論，重新回到一中各表立場。在2012年3月，连战夫人连方瑀投书媒体，讲述在两国论提出后连战与李登辉的分歧。連方瑀說，“李登輝拋出兩國論，屬下連戰無法反駁。連戰原本決定出版的《連戰風雲》，內容講兩岸要‘雙贏’，李登輝竟要求‘停止出版’”；“2人會分道揚鑣，完全無關‘個人恩怨’，是‘李先生’公開揚棄過去理念，連戰始終堅守立場”。
至於坊間的反應，在李登輝的該段訪問見報以後，新黨立法院黨團召集人鄭龍水委托民意調查基金會所作的民意調查顯示，55.2%的受訪者贊成李登輝提出兩岸關係是「特殊國與國關係」，反對的人則有23.4%（韓德強 2002，2）。此外，環球電視與《新新聞》也公布一份有關「特殊國與國關係」的民意調查，結果顯示有43%的受訪民眾支持兩國論，只有10%的民眾不贊成。向來頗強調其菁英品味的《商業周刊》，也對台灣587位企業經理人做了一份問卷調查，結果同意兩國論者為78.4％，不同意為15.3％，無意見為6.3％。3就此而論，台灣民意基本上覺得李登輝只是點出兩岸關係長久以來存在的一個事實，並不認為這是一個政策上重大的轉折。
李登輝在事後也做過相當類似的澄清。7月14日，李登輝接見前美國在台協會台北辦事處處長張戴佑，在談到各方對兩國論之解讀的時候，李登輝表示「我們的大陸政策沒變，兩岸交流、對話的立場與態度也仍然不變」。7月23日，李登輝接見美國在台協會主席卜睿哲，也發表類似的看法，說明中華民國推動建設性對話與良性交流的大陸政策並沒有任何改變，先前談話是以國家元首身分表達並反映台灣大多數人民的心聲，此為民主社會尊重民意的展現。
2008年6月12日，中華民國總統馬英九再次提起兩德概念。《聯合報》政治組記者范凌嘉認為，兩德模式恐是「一日話題」，因為李登輝的特殊國與國關係就是以兩德模式處理核心問題。台大政治系教授張亞中認為，兩德議題「一個德國，兩個國家」是以「整個德國」來涵括兩國，東西德都是整個德國的內部憲政主體，西德總理布朗德稱其為「特殊關係」，差別在李登輝从未公開承認一個中國。
2021年10月10日，中華民國总统蔡英文在双十节演说中提出四個堅持，首次表示「中华民国与中华人民共和国互不隶属」。淡江大学外交与国际关系学系荣誉教授陈一新認為，「『坚持中华民国与中华人民共和国互不隶属』的说法是1999年李登輝『特殊的国与国关系』的两国论的进一步发扬」，将加深台海两岸对抗。2022年6月6日網路政論節目《童溫層》，主持人童文薰批評「四個堅持原來都在騙」，並批評「什麼時候台灣的前途是由蔡英文一人決定」。
2021年10月14日，國民黨立法委員鄭麗文說，她大學畢業時是台獨基本教義派，當時她在國立臺灣大學校門絕食聲援台獨人士黃華（黃明宗），有民進黨人士對她勸說「黃華是麻煩製造者，不要理他」，她的絕食讓民進黨尷尬；後來她擔任國民大會代表，李登輝提出兩國論，民進黨中央隨即召開緊急會議、向美國在台協會保證「民進黨絕不會加柴火，會冷處理、不會跟李登輝講兩國論」，當時她就發現台獨只是民進黨拿來奪權鬥爭的工具，因此她後來主動退出民進黨。

### 中國大陸反應
李登輝將兩岸關係定位為「特殊國與國關係」的說法，引起了中國共產黨中央委員會和中華人民共和國政府的強烈反應。在該談話結束後兩天，中共中央台灣工作辦公室（國務院台辦）發言人發表談話，直接點名批評李登輝「公然把兩岸關係歪曲為國與國關係，暴露其一貫蓄意分裂中國領土和主權的政治本質」，措詞嚴厲地批評李登輝與台獨分裂勢力主張沆瀣一氣，認為李登輝的路線以從「獨台」轉向「台獨」。之後，經過十多天對兩國論的觀察及開會研判，中共中央總書記江澤民決定取消海協會會長汪道涵的訪台計划，同時到2000年3月台灣總統大選前，不但停止海協、海基兩會交流對話機制，也決定台辦官員暫停赴台。也就是說，對中華人民共和國政府而言，在兩國論甫推出之際，官方的立場是希望台灣能將兩國論定位在李登輝個人的言論範圍內。但是，面對接下來台灣方面有關兩國論的說法以及李登輝的解釋，中共高層認為台灣政府兩國論的基調沒有改變，其他說法都是託辭，認定台灣就是要「放棄一個中國」，以兩國論走向台灣獨立，並試圖形成政策。簡單來講，中華人民共和國官方認為台灣當局的自主意識已經從過去的「暗獨」走向「明獨」的獨立意識道路。

### 其他主要國家反應
在兩國論成為世界主流議題以後，世界主要國家都已表態支持「一個中國」政策，但也都同時強調，兩岸爭議必須透過持續對話，以和平的方式解決。以美國為例，在李登輝向張戴佑表明台灣的中國政策不變以後，柯林頓領導的美國政府開始試圖為兩國論激起的台海緊張情勢降溫。
7月14日，白宮發言人洛克哈特主持例行簡報時，不但拒絕評論北京是否可能對台動武及美國可能的反應，並對詢問北京是否可能採取武嚇的記者說，別把北京的嚴厲措辭看得太重了。
9月11日，美國總統柯林頓在與中國國家主席江澤民會談時，首度對兩國論明確表達較負面的意見。他表示，兩國論已經帶給中國大陸和美國雙方「更多困難」；但柯林頓也明告江澤民，如果中國大陸要（對台灣）訴諸武力的話，將在美國「造成嚴重後果」。柯林頓並在高峰會中重申，「我們將繼續維持總統以來採行的政策，這個政策有三大支柱，即一個中國、和平解決台灣問題、和兩岸對話。」。也就是說，美國既不支持兩國論，但也反對北京對台動武或中斷對話。

## 其他
2001年5月10日，前國民大會議長蘇南成接受中天新聞台專訪時說，李登輝提出兩國論前，他就已經知道兩國論，只是不知道李登輝會告訴德國之聲記者。蘇南成說，兩國論的重點就是透過《中華民國憲法增修條文》的全面大翻修，讓其條文更為完備，包括國土、國會定位、政治制度、人民權利和義務、中央政府與地方政府等；但因為茲事體大，且容易被認為是在追求台灣獨立，才會引發爭議。蘇南成又說，李登輝提出兩國論後遭美國政府施壓，美國政府認為兩國論是為李登輝總統延任案護航；而在美國政府施壓之下，台灣時間1999年8月20日上午，李登輝向他明確表示，總統延任案不可行。
有趣的是，反而是屬於傳統獨派陣營的部分政治勢力對於兩國論仍然有相當程度的不滿。這是因為兩國論仍然承認中華民國在台灣的統治合法性。
根據童振源的資料，從1999年7月9日一直到8月6日，台灣民間共有7項相關民調，同意兩國論者為43%至74%，反對者只有18%至30%。
2025年5月20日，中華民國總統賴清德发表就职周年演说，中国中央电视台新闻频道新闻资讯节目《共同关注》在播报中共中央台湾工作办公室的回应时，将其中“阻挡不了祖国终将统一、也必将统一的历史大势”一句中的“祖国”读成“两国”。次日，中華民國大陸委員會主任委员邱垂正在立法院回应称中国大陆要“务实面对中华民国存在的客观事实”。

### 引用
1. 1 2  Sheng, Lijun. . . China and Asia-Pacific. ISEAS–Yusof Ishak Institute. 2002: 11–39  [2024-01-14]. （原始内容存档于2024-01-14） –Cambridge Core （英语）.
2. ↑  . 中國時報. 2023-07-17  [2023-11-09]. （原始内容存档于2023-11-19）.
3. ↑  鍾麗華. . 自由時報.   [2022-09-28].
4. ↑  .   [2016-09-23]. （原始内容存档于2016-10-12）.
5. ↑  . 中國時報.   [2021-08-28]. （原始内容存档于2021-08-28）.
6. ↑  崔慈悌. . 中國時報. 2023-07-25  [2023-11-09]. （原始内容存档于2023-11-19）.
7. ↑  中時電子報 - 李：推兩國論 阻政治談判 的存檔，存档日期2011-10-07.
8. ↑  . 新華社. 2021-10-27  [2022-02-28]. （原始内容存档于2022-02-28）.
9. ↑  . 中時新聞網. 2024-10-10  [2024-10-11] （中文）.
10. ↑  〈從事實出發，為台、中關係正常化及維持台海和平而努力〉，收錄於《民主進步黨兩岸政策重要文件彙編》，臺北：民主進步黨中國事務部，2000年。頁92。
11. 1 2 3 4  童振源 1999.
12. ↑  .   [2012-03-30]. （原始内容存档于2015-09-23）.
13. ↑  施鈺文 1999.
14. ↑  楊開煌 1999.
15. 1 2  何振忠 1999.
16. ↑  〈兩德模式，恐是一日話題〉，范凌嘉，聯合報，2008年6月13日A2版
17. ↑  張亞中，〈一德兩國？一中兩國？〉，聯合報，2008年6月14日A15版
18. ↑  童溫層首播版. . 童溫層. 2022-06-06  [2022-07-09]. （原始内容存档于2022-07-28）.
19. ↑  趙婉淳、郭吉銓. . 中時新聞網. 2021-10-14  [2022-05-01]. （原始内容存档于2022-06-01）.
20. ↑  大陸新聞中心 1999.
21. 1 2  王玉燕 1999.
22. ↑  虞義輝 2001，第337頁.
23. ↑  劉其筠 1999.
24. ↑  .   [2022-03-31]. （原始内容存档于2022-05-12）.
25. ↑  本報系採訪團 1999.
26. ↑  施正鋒 1999.
27. ↑  鄭邦鎮 1999.
28. ↑  央视主播播报国台办回应口误 “祖国”读成“两国” | 联合早报
29. ↑  央视主播「祖国」口误成「两国」 网民：一辈子毁了︱有片 | 星岛日报

### 文献
按照作者姓氏漢語拼音順序排列
- 本報系採訪團, , 聯合新聞網, 台北, 兩國論專題, 1999-09-12  [2004-10-26], （原始内容存档于2004-09-14）
- 大陸新聞中心, , 聯合新聞網, 台北, 兩國論專題, 1999-07-12  [2004-10-26], （原始内容存档于2004-09-14）
- 韓德強, , 中國教育和科研計算機網, 2003-01-27  [2004-10-26], （原始内容存档于2004-09-17）
- 何振忠, , 聯合新聞網, 兩國論專題, 1999-07-29  [2004-10-26], （原始内容存档于2006-05-22）
- 劉其筠, , 聯合新聞網, 見兩國論專題, 1999-07-14  [2004-10-26], （原始内容存档于2004-09-14）
- 施鈺文, , 中央日報, 1999-07-18  [2004-10-26], （原始内容存档于2004-12-17）
- 施正鋒, , 施正鋒政治學博士個人資訊網，淡江大學網站, 台北, 1999-08-30  [2004-10-26], （原始内容存档于2020-11-04）
- 童振源, , 國立政治大學國際關係研究中心, 台北, 1999-08-06  [2004-10-14], （原始内容存档于2005-01-24） –聯合早報
- 王玉燕, , 聯合新聞網, 台北, 兩國論專題, 1999-07-26  [2004-10-26], （原始内容存档于2004-09-14）
- 楊開煌, , 大陸台商經貿網, 1999-09  [2004-10-26], （原始内容存档于2004-12-17）
- 虞義輝, , 台北: 黎明文化事業公司, 2001
- 鄭邦鎮, , 建國黨, 台北, 1999-07-28  [2004-10-26], （原始内容存档于2004-10-20）
- 中華民國總統府, , 台北中華民國總統府, 總統府新聞稿, 1999-07-09  [2003-10-23], （原始内容存档于2002-10-22）

## 外部鏈結
- 聯合新聞網「兩國論」專題
- Cross-Strait Tension: "Special State-to-State"（英文）